# Omvårdnadsteori
Omvårdnadsteorier är olika former av kunskap som används som stöd i sjuksköterskans arbete.
Teorierna började utvecklas på 1950-talet i USA, som en reaktion mot att sjuksköterskeyrket blivit allt mer medicinskt inriktat. I Sverige har omvårdnadsteorin gradvis fått en allt mer central plats i sjuksköterskeutbildningen, medan praktisk medicinsk kunskap nedtonats.
Omvårdnadsteorierna kan delas in i flera typer:
- Behovsteorier
- Interaktionsteorier
- Systemteorier
- Utvecklingsteorier
- Omsorgsteorier

Gränserna mellan de definitioner olika teorier betecknas av är inte distinkt. Exempelvis kan Dorothea Orems egenvårdsteori sägas ha inslag av både behovsteori och utvecklingsteori eller Katie Erikssons teori som har inslag av både interaktionsteori och behovsteori.
Behovsteorierna utgår från att omvårdnadens mål är att tillgodose mänskliga behov, interaktionsteorierna fokuserar på samspelet och den ömsesidiga relation som är grunden för omvårdnaden och systemteorierna menar att omvårdnaden försöker återskapa den balans som kan störas av sjukdom.
Exempel på omvårdnadsteorier är Levines bevarandemodell, Callista Roys adaptationsmodell från 1976 , Madeleine Leiningers Teori om mångfald och universalitet i kulturrelaterad omsorg från 1991 och Betty Neumans Neumans systemmodell.

## Konsensusbegrepp
Med tiden har det utkristalliserats fyra konsensusbegrepp som de flesta omvårdnadsteorier innehåller. Dessa är:
- Människa
- Hälsa
- Miljö
- Omvårdnadens aktiviteter.

Begreppet människa och människosyn handlar om hur teorin uttrycker sin syn på människan, hennes resurser och levnadsvillkor och hur det påverkar sjuksköterskans handlande. Hälsa utgör i regel ett mål för omvårdnaden. Miljö är det sammanhang inom vilket omvårdnaden utövas. Omvårdnadens aktiviteter slutligen, är vanligen det begrepp där tyngdpunkten ligger i teorierna, men också det begrepp som uppvisar störst variation mellan olika teorier och ger dem sin särart.